# Aubenton
Aubenton est une commune française située dans le département de l'Aisne en région Hauts-de-France.

## Géographie
Aubenton doit son nom à sa localisation à la confluence proche (sur la commune de Hannappes à l'est) de l'Aube et du Thon, également orthographié « Ton ». On trouve aussi l'appellation « Aubenton-en-Thiérache » pour faire référence à cette région formant les contreforts du Massif ardennais et englobant une partie des départements de l'Aisne, du Nord, des Ardennes, et des provinces belges de Hainaut et de Namur.

### Communes limitrophes
Aubenton est limitrophe de 7 communes : Brunehamel, Iviers, Beaumé, Leuze, Any-Martin-Rieux, Logny-lès-Aubenton et Mont-Saint-Jean.

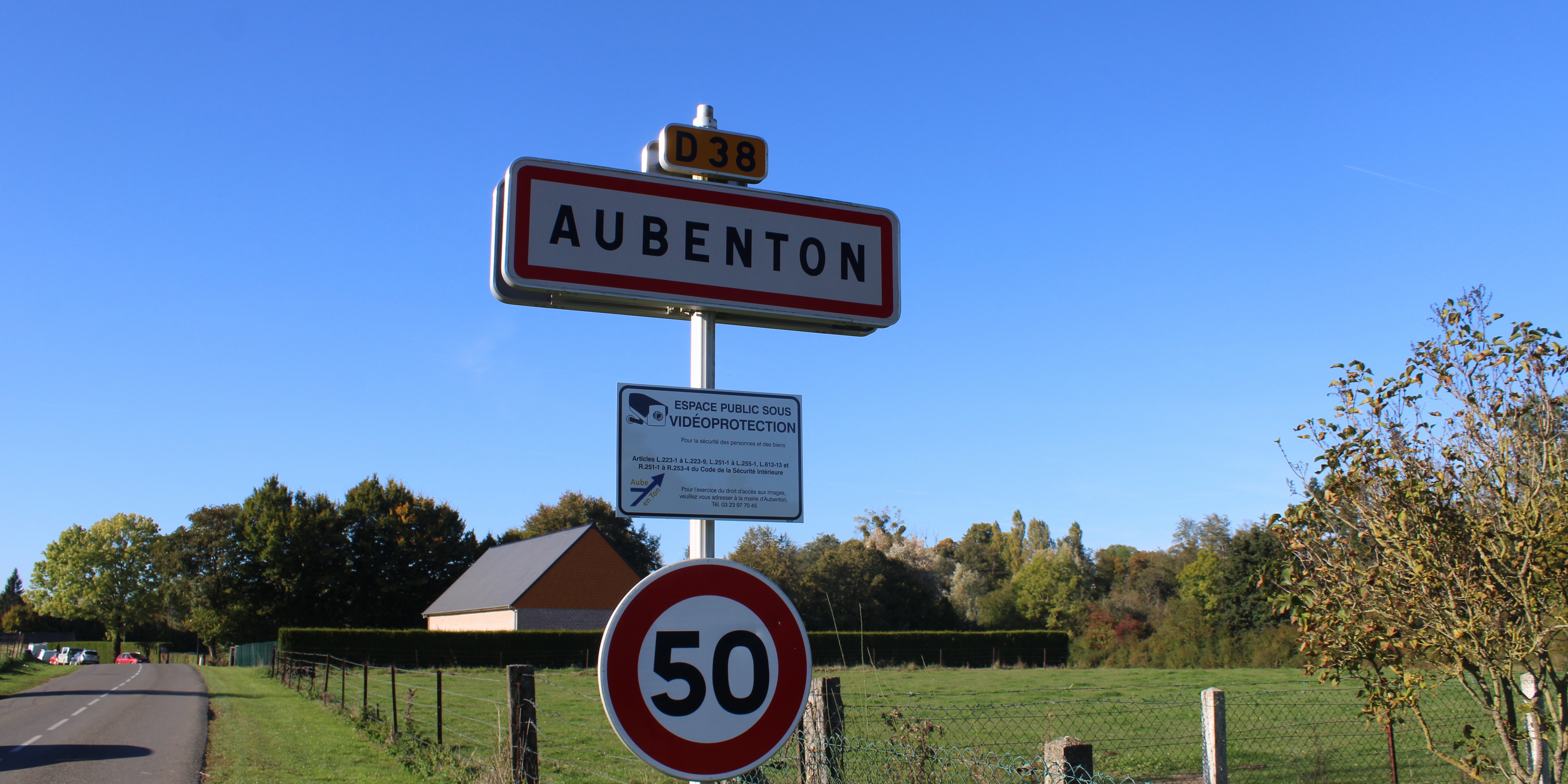
Entrée de la commune.

### Hydrographie
La commune est située dans le bassin Seine-Normandie. Elle est drainée par le Ton, le Goujon, le Fond Saint Hubert, le cours d'eau 01 de la commune de Beaumé, le cours d'eau 01 de la commune de Logny-les-Aubenton, le cours d'eau 05 de la commune de Brunehamel, le cours d'eau 05 de la commune de Logny-les-Aubenton, le ruisseau de Beaume, le ruisseau de l'étang Polliart, le ruisseau du Bois Carbonnet et le Ton,,.
Le Ton, d'une longueur de 56 km, prend sa source dans la commune d'Auvillers-les-Forges et se jette  dans l'Oise (rive gauche) à Étréaupont, après avoir traversé 15 communes.

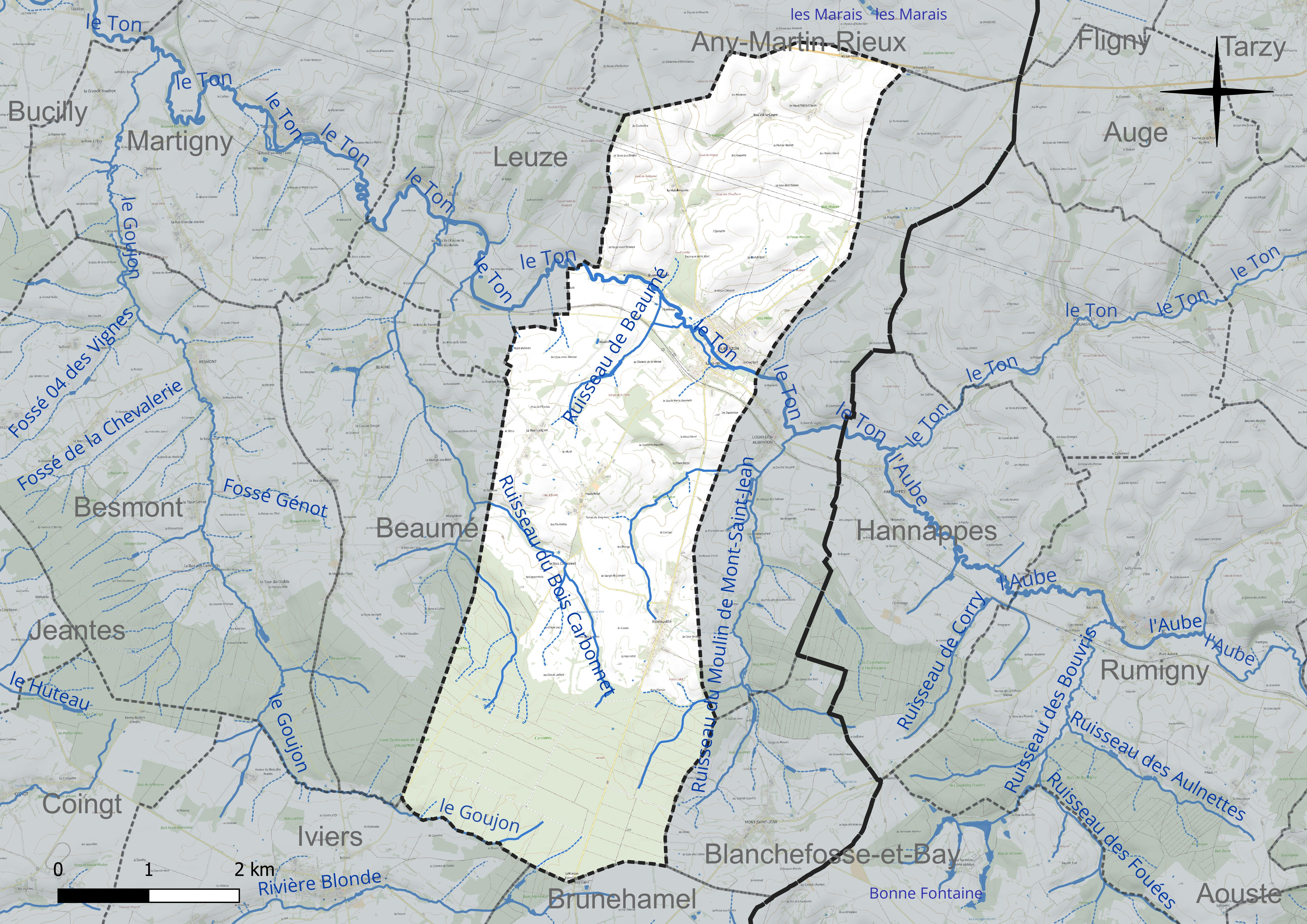
Réseau hydrographique d'Aubenton.

Le Goujon, d'une longueur de 13 km, prend sa source dans la commune  et se jette  dans le Ton à Martigny, après avoir traversé cinq communes.

### Climat
Pour des articles plus généraux, voir Climat des Hauts-de-France et Climat de l'Aisne.
En 2010, le climat de la commune est de type climat des marges montargnardes, selon une étude du CNRS s'appuyant sur une série de données couvrant la période 1971-2000. En 2020, Météo-France publie une typologie des climats de la France métropolitaine dans laquelle la commune est exposée à un climat océanique altéré et est dans la région climatique Nord-est du bassin Parisien, caractérisée par un ensoleillement médiocre, une pluviométrie moyenne régulièrement répartie au cours de l'année et un hiver froid (3 °C).
Pour la période 1971-2000, la température annuelle moyenne est de 9,6 °C, avec  une amplitude thermique annuelle de 15,4 °C. Le cumul annuel moyen de précipitations est de 927 mm, avec 13,2 jours de précipitations en janvier et 9,6 jours en juillet. Pour la période 1991-2020 la température moyenne annuelle observée sur la station météorologique la plus proche, située sur la commune de Fontaine-lès-Vervins à 22 km à vol d'oiseau, est de 10,5 °C et le cumul annuel moyen de précipitations est de 826,3 mm,. Pour l'avenir, les paramètres climatiques de la commune estimés pour 2050 selon différents scénarios d'émission de gaz à effet de serre sont consultables sur un site dédié publié par Météo-France en novembre 2022.

## Urbanisme

### Typologie
Au 1er janvier 2024, Aubenton est catégorisée commune rurale à habitat dispersé, selon la nouvelle grille communale de densité à 7 niveaux définie par l'Insee en 2022.
Elle est située hors unité urbaine. Par ailleurs la commune fait partie de l'aire d'attraction d'Hirson, dont elle est une commune de la couronne,. Cette aire, qui regroupe 26 communes, est catégorisée dans les aires de moins de 50 000 habitants,.

### Occupation des sols
L'occupation des sols de la commune, telle qu'elle ressort de la base de données européenne d'occupation biophysique des sols Corine Land Cover (CLC), est marquée par l'importance des territoires agricoles (68,9 % en 2018), une proportion identique à celle de 1990 (68,9 %). La répartition détaillée en 2018 est la suivante : 
prairies (42,2 %), forêts (28,2 %), terres arables (24 %), zones urbanisées (2,9 %), zones agricoles hétérogènes (2,7 %).
L'évolution de l'occupation des sols de la commune et de ses infrastructures peut être observée sur les différentes représentations cartographiques du territoire : la carte de Cassini (XVIIIe siècle), la carte d'état-major (1820-1866) et les cartes ou photos aériennes de l'IGN pour la période actuelle (1950 à aujourd'hui).

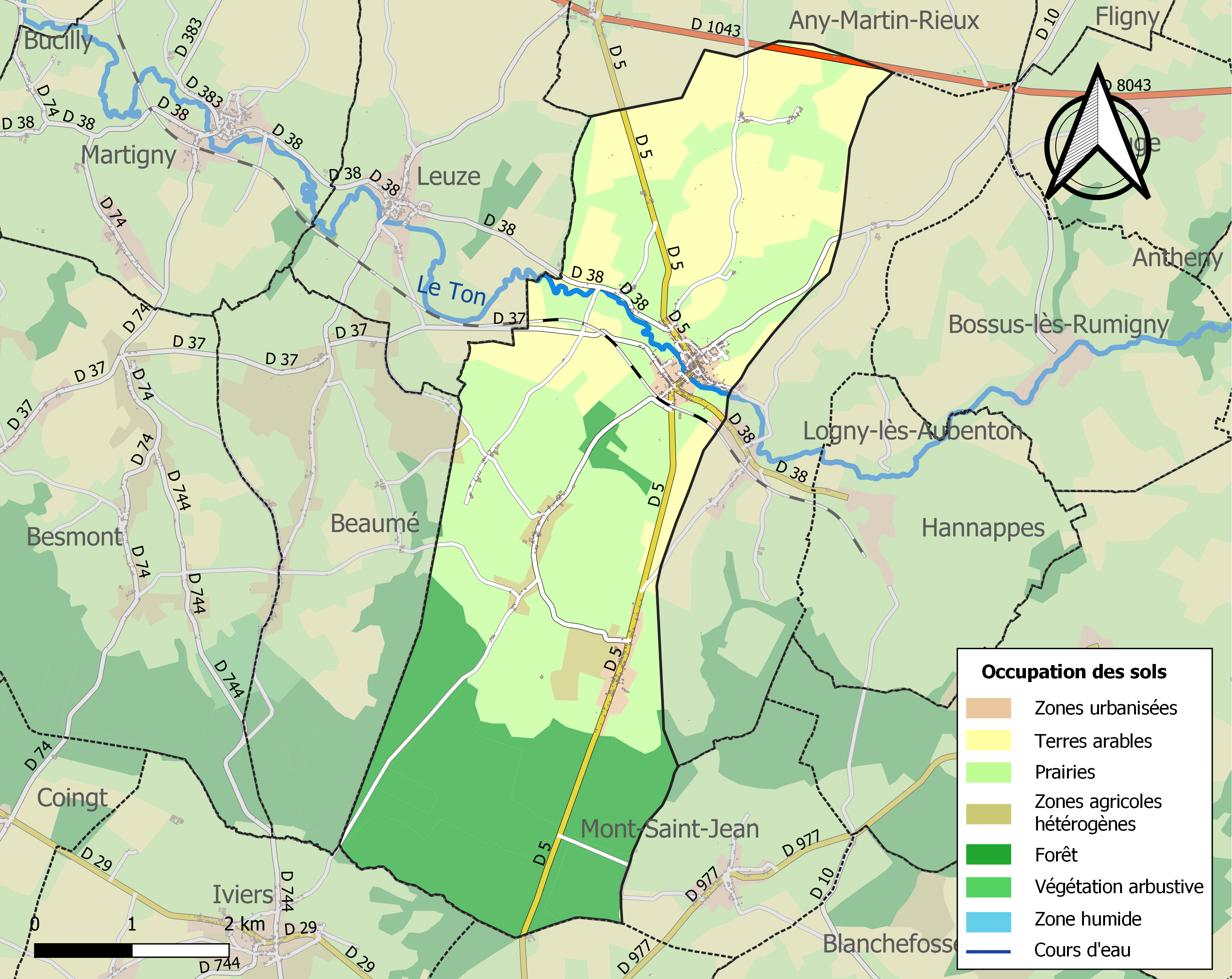
Carte des infrastructures et de l'occupation des sols de la commune en 2018 (CLC).

## Toponymie
Le bourg est cité pour la première fois en l'an 1169 sous le nom d'Albenton dans un cartulaire de l'abbaye de Saint-Michel. Le nom évoluera encore de nombreuses fois en fonction des différents transcripteurs :   Feodum de Aubentonio, Aubentonnum, Beata-Maria-de-Aubentonnio, Notre-Dame-d'Aubenton et enfin la dénomination actuelle Aubenton  au XVIIIe siècle sur la carte de Cassini.
Le bourg est traversé du sud-est au nord-ouest par la rivière Ton.

## Histoire

### Une histoire marquée par les guerres
De l'époque romaine, le relief d'Aubenton conserve quelques vestiges d'une première enceinte fortifiée (bâtie à partir de l'an 21) et couvrant 37 hectares environ. Comme toute la Thiérache, dont les églises fortifiées témoignent du passé difficile, la ville connaît une succession d'heures noires, à toutes les époques, et notamment pendant la guerre de Cent Ans, puis pendant les guerres de Religion et toutes les batailles du Nord (Condé, Turenne) de la guerre de Trente Ans, et enfin pendant les deux conflits du XXe siècle.
Vers 1234, Nicolas V de Rumigny prend possession des terres d'Aubenton, de Logny et de Buirefontaine, cédées par son cousin Hugues de Châtillon et sur lesquelles sa mère, Mathilde d'Avesnes, avait des droits.
C'est le 20 avril 1238 que la ville obtient l'indépendance par une charte communale octroyée par Nicolas V, seigneur de Rumigny, charte qui prévoit en particulier l'instauration d'un "mayeur" (maire) et de "jurés" pour administrer la ville, ainsi que des échevins pour rendre la justice.

### Guerre de Cent Ans

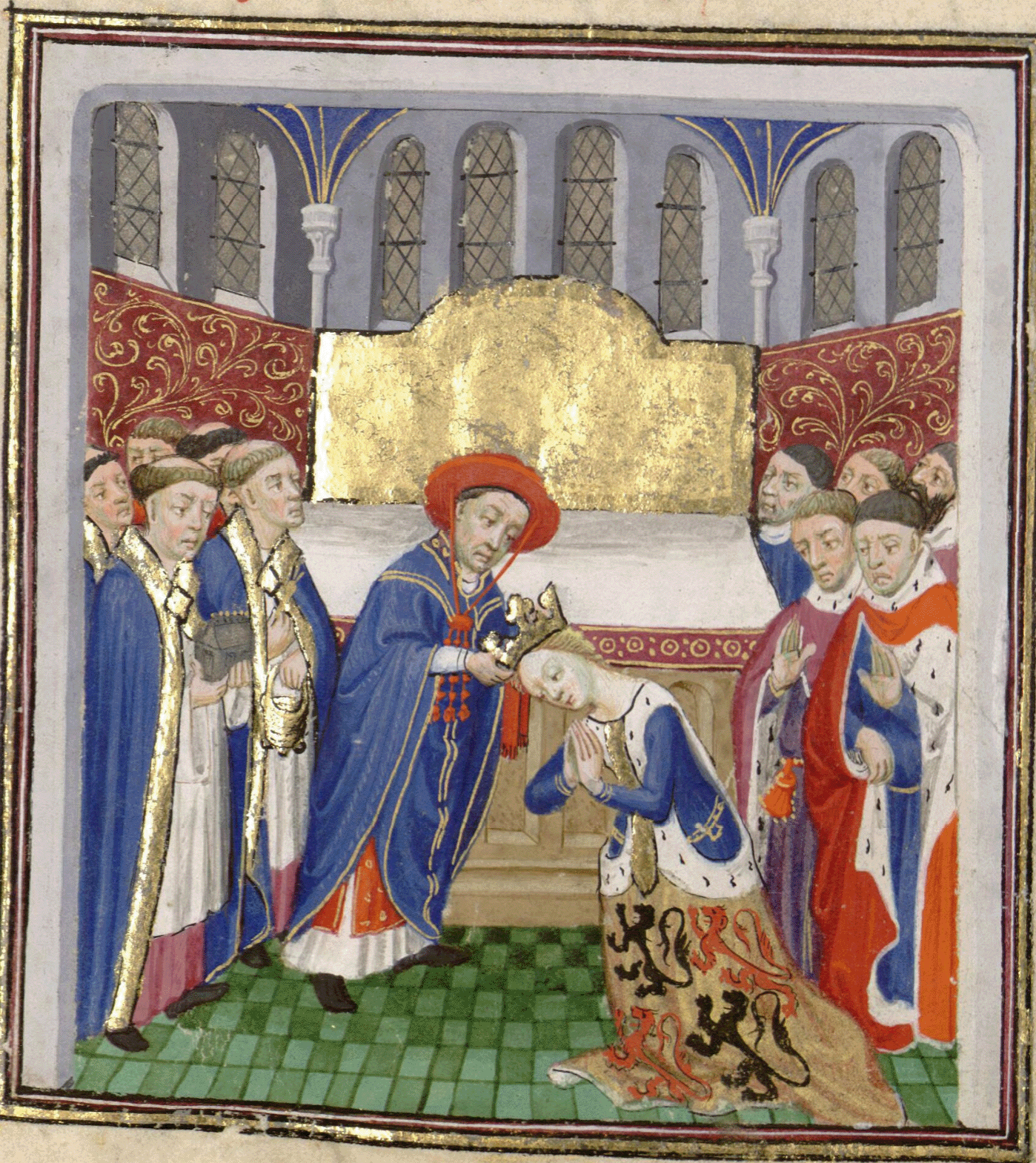
Philippa de Hainaut, reine d'Angleterre.

Dans la première moitié du XIVe siècle, Aubenton est une prospère cité drapière dont les marchands fréquentent la foire du Lendit près de Paris.
Un des nombreux épisodes de la guerre de Cent Ans, raconté par le chroniqueur Jean de Froissart, s'intitule : « Comment la ville d'Aubenton fut prise et conquise par force et toute pillée… ». Froissart habite Chimay (Belgique actuelle, à 30 km d'Aubenton). Cette ville, comme tout le Hainaut sont du côté de la couronne anglaise : elle appartient au comte Jean de Hainaut, beau-frère du roi Édouard III d'Angleterre qui est marié à Philippa de Hainaut. En représailles de faits antérieurs, Chimay est pillée par les gens du roi de France en mars 1340, qui se replient sur Aubenton avec armes et butin, ce qui provoque une terrible réaction des comtes de Hainaut:

« Ce samedi au matin [15 avril] fut l'assaut moult grand et très fier à la ville d'Aubenton en Thiérasche, et se mettaient les assaillants en grand'peine et en grand péril pour conquérir la ville. Aussi les chevaliers et écuyers qui étaient dedans rendaient grand'entente de eux défendre et bien le couvenait et sachez que, si ne fussent les gentils hommes qui dedans Aubenton étaient et qui la gardaient, elle eût été tôt prise et d'assaut, car elle était fort et dur assaillie de tous côtés et de grand'foison de bonnes gens d'armes. (…) Mais finalement elle fut conquise par force d'armes et les guérites, qui n'étaient que de palis, rompues et brisées ; et entra dedans la ville, tout premièrement, messire Jean de Hainaut et sa bannière, en grand'huée et en grand'foule de gens et de chevaux ; et adonc se recueillirent en la place, devant le moutier [monastère]. »

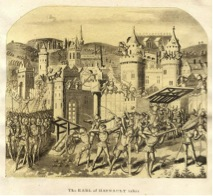
Gravure anglaise d'après les enluminures de Jean Froissart. The Earl of Hainault Takes and destroys Aubenton.

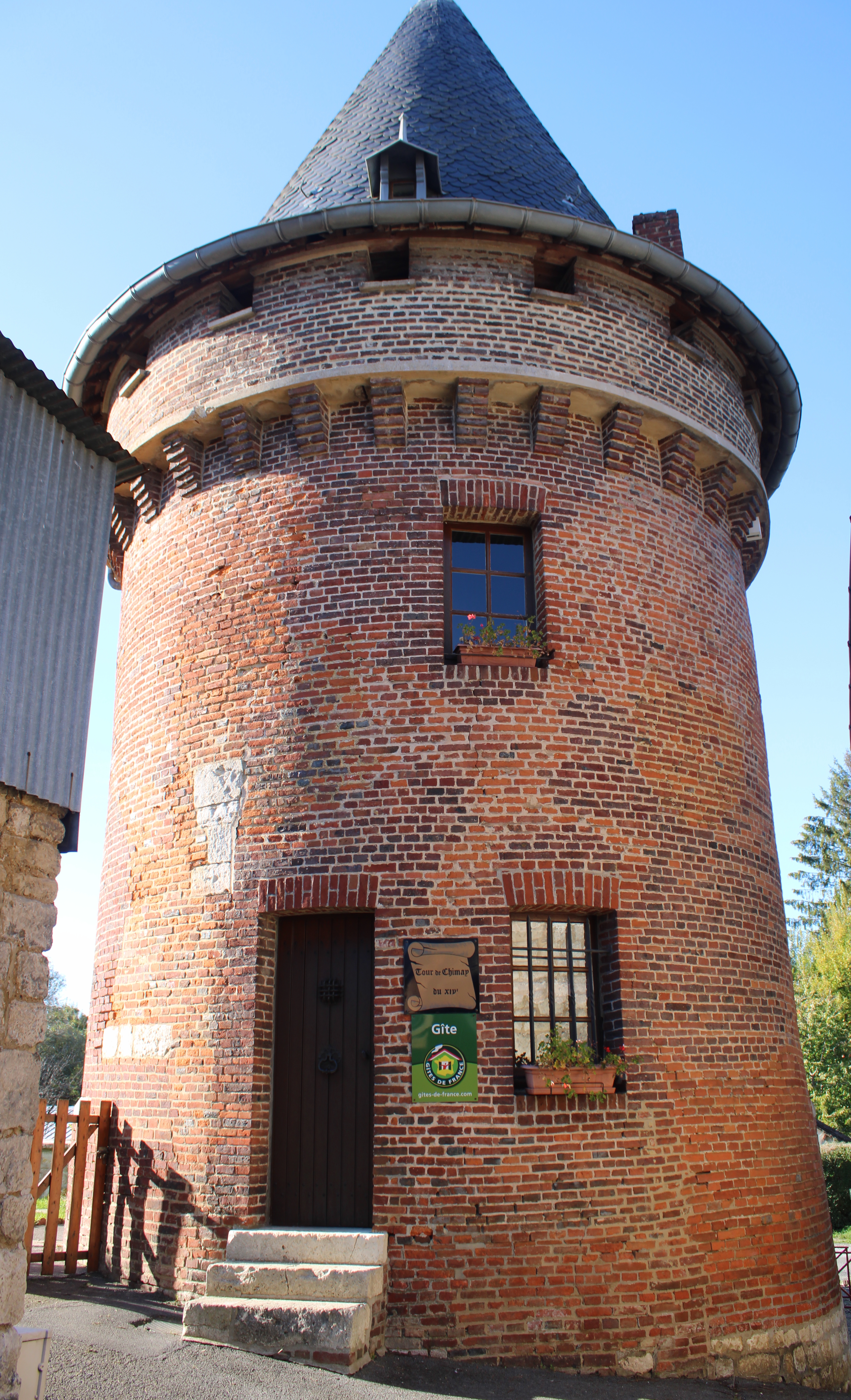
La Tour de Chimay du XIVè siècle.

Pendant que Jean et Guillaume II de Hainaut se recueillent devant le monastère, la ville est mise à sac : avec des chiffres sans doute exagérés, on rapporte la mort de 500 combattants et 2 000 habitants... sans compter les femmes et les enfants. Les « rue du sang » ou « rue du sac » en garderont la mémoire. Plus loin, Froissart indique qu'il y aura terrible vengeance :

« Quand le roi de France eut ouï recorder comment les Hainuyers [gens du Hainaut] avaient ars au pays de Thiérasche, pris et occis ses chevaliers et écuyers, et détruit sa bonne ville d'Aubenton, sachez qu'il ne prit mie cette chose en gré. Mais commanda à son fils le duc de Normandie, qu'il mît une grosse chevauchée sus, et s'en vint en Hainaut, et sans déport atournast tel le pays que jamais ne fut recouvré [et mettre aussitôt le pays en état qu'il ne fut jamais restauré]. »

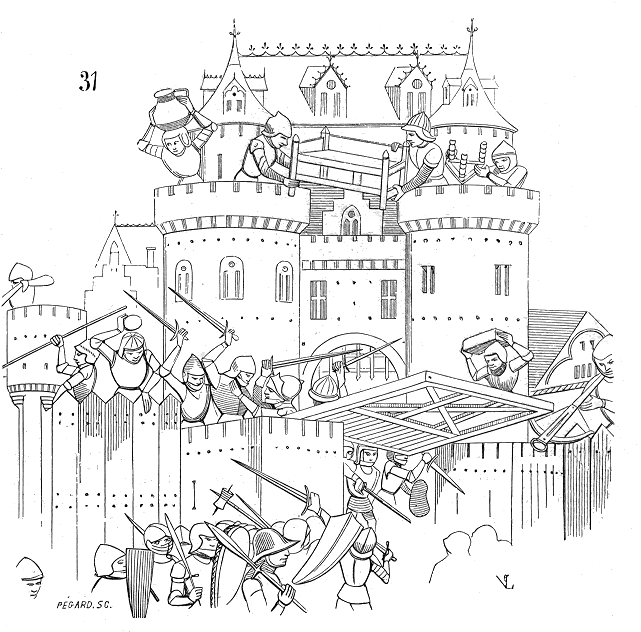
Vignette représentant l'attaque des barrières de la ville d'Aubenton par le comte de Hainaut. Issu du Dictionnaire raisonné de l'architecture française du, par Eugène Viollet-Le-Duc, 1856.

Un chroniqueur contemporain anonyme, bourgeois de Valenciennes, raconte :
« [Ils] chevauchèrent parmi la Terrasse [la Thiérache !] tant qu'ils vinrent à Aubenton une bonne ville où on fait bonne draperie, en laquelle ville y avait grand planté de gens d'armes de par le roy de France pour la ville garder, et y était le sire de Vervins. Et quant le conte de Haynault et ses gens furent venus devant la ville et qu'ils eurent avisé et regardé auxquelles il ferait meilleur à assaillir, il fit crier alarme et assaillir vivement. Et lui-même son propre corps alla à l'assaut. (…) Et là eut grand assaut et merveilleuse bataille. Là furent maints hommes navrés, blessés et tués, et avait dedans la ville grand noise et grand crierie de femmes et d'enfants. (…) En la fin fut la ville prise par force et toute pillée (…) et puis boutèrent le feu par toute la ville, et moult y eut grand gain, car la ville était moult riche. »
Si la ville était effectivement riche d'industrie drapière avant ce pillage, elle ne possédait nullement d'aussi beaux monuments que représentés sur ces gravures et sur l'enluminure originale de Froissart (à la bibliothèque nationale) qu'elles reproduisent. De fortes palissades de bois tenaient lieu de remparts. De véritables fortifications, en brique cette fois, sont de nouveau érigées à partir de 1348. Il en subsiste deux tours, la tour de Chimay et la tour Daniel.
Le Hainaut est mis à feu et à sang mais Philippe VI ne peut exploiter son succès car Édouard remporte une victoire décisive et décime la noblesse française lors de la bataille de Crécy en 1346, un peu avant de mettre le siège et s'emparer de Calais.

### Fin du Moyen Âge
La guerre de Cent Ans et la Peste noire réduisent considérablement la population et l'enceinte doit être réaménagée, réduite à 1/6 de sa dimension antérieure. Cependant, en 1413, Aubenton compte encore parmi les bonnes villes du diocèse de Laon, derrière Guise, Vervins et Ribemont. Pendant des siècles, Aubenton vit sous la menace des guerres. Un réseau de souterrains et caves de grandes dimensions permet de stocker le vin mais assure aussi un abri à la population : ils serviront encore pendant la Seconde Guerre mondiale,.
Pendant la guerre civile entre Armagnacs et Bourguignons, au début du XVe siècle, il semble que la ville d'Aubenton soit cette fois épargnée, servant plutôt de refuge sûr aux habitants des bourgs voisins. Ainsi lit-on, dans l'Histoire d'Origny-en-Thiérache et de ses environs : « Des bandes de partisans couraient partout, ravageant nos campagnes. Les villes et les bourgs de la Thiérache, tour à tour attaqués par les Bourguignons et les Armagnacs, par les soldats d'Henri VI et par ceux de Charles VII, avaient peine à démêler de quel côté étaient la justice et quels étaient leurs véritables maîtres. « On ne voyait partout, dit une ancienne chronique, que meurtres, rébellion, vols, ravissements et rançonnements qui se faisaient sous couleur de la guerre. Les habitants du pays n'étaient jamais en repos ; quand ils n'apercevaient pas le péril, ils redoutaient les surprises. Le silence des nuits était à chaque instant troublé par le tocsin et, dans les villages, la cause de ces sons lugubres était si connue que les bestiaux, en les entendant, se retiraient d'eux-mêmes à leur repaire, sans conducteur, par l'accoutumance du malheur ».

### FrançoisIercontre Charles Quint
En 1521, après avoir ravagé la Picardie, Franz von Sickingen et le comte Philipp Ier von Nassau, généraux de Charles Quint, obligent les troupes royales de François Ier, à s'enfermer dans Mézières assiégée. À leur tête, le chevalier Bayard défend la ville sans capituler malgré les canonnades et les assauts. Voulant venger cette défaite, les troupes allemandes du comte procèdent au sac d'Aubenton, comme rapporté dans les Mémoires du sire Martin du Bellay : « Le comte de Nassau, se voyant hors d'espérance de pouvoir affamer la ville, et encore plus de la forcer, attendu le renfort qui était entré dedans, et l'armée du Roy si preste qu'elle était pour secourir les assiégés, et son armée, laquelle déjà commençait à se ruiner par le long temps qu'il y avait qu'elle tenait la campagne, délibéra de faire sa retraite, et, pour cet effet, fait mettre la plus grande part de sa grosse artillerie sur la Meuse, pour la conduire à Namur ville de l'obéissance impériale, afin que plus aisément il peut faire sa retraite. Ayant mis cet ordre leva son camp et, afin de n'être suivy ny empêché, prit son chemin le long des bois tirant le chemin de Montcornet en Ardennes, de Maubert-Fontaine et d'Aubenton, pour aller droit à Vervins et à Guise et partout faisait mettre le feu.(...) et, après avoir mis à sac la villette d'Aubenton, ils mirent au fil de l'espée toutes gens indifféremment, de tous sexes et de tous âges, avecques une cruauté insigne et de là sont venues depuis les grandes cruautés qui ont été faites aux guerres, trente ans après. Aussi, avoir brûlé et démoli ladite ville, prirent le chemin d'Estrée, au pont sur la rivière d'Oise, laissant Vervins à main gauche ».

### Guerre de Tente ans

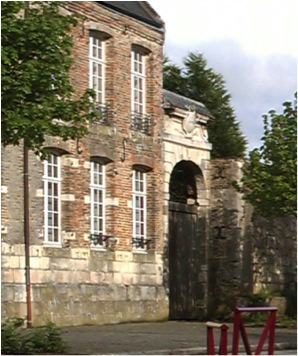
Le manoir d'Aubenton a appartenu à la famille des princes de Condé.

Sous Louis XIII (16 mai 1635) débute la guerre de Trente ans contre l'Espagne et l'Autriche, dont les hostilités ont lieu sur les fronts d'Allemagne, d'Espagne, d'Italie et de Savoie… et du Nord (les Pays-Bas sont sous domination espagnole). Au cours des assauts en Picardie, à 14 km d'Aubenton, Hirson est attaquée le 25 juillet et résiste jusqu'au 20 août, sous les ordres de Christophe de Caruel, capitaine du régiment de Guise, face à une offensive de 3 000 fantassins et 400 chevaliers. Lors de la capitulation, il peut regagner Aubenton avec 150 hommes, survivants de la garnison initiale. Hirson sera reprise par Turenne le 12 juin 1638. Après 33 ans de règne, Louis XIII meurt  en février 1643 : son épouse Anne d'Autriche assure la régence, leur fils, futur Louis XIV, ayant 11 ans seulement. La régente nomme le jeune duc d'Enghien (Louis II de Condé) à la tête des armées des Pays-Bas : il a 22 ans. Depuis le château de la Cour des Prés, à Rumigny, où il aurait planifié son attaque celui-ci traverse Aubenton où il met en sécurité le bagage de ses troupes, puis se rend vers Rocroi où, le 19 mai, la victoire est totale.
Victorieux en de nombreuses autres occasions, célébré et devenu prince à la mort de son père, "le Grand Condé" marquera peut-être son attachement à Aubenton en y faisant construire un manoir pour son propre usage. Mais auparavant, le 12 octobre 1648, la ville est une nouvelle fois pillée, cette fois par les troupes mercenaires du baron d'Erlach, "au service" (!) de la France, commandées par le marquis de Saint-Maigrin.
Par la suite, sous le roi Louis XIV, les multiples revirements tant de Condé que de Turenne, passant alternativement de la couronne de France à celle d'Espagne et vice-versa rendent difficile la lecture historique des conflits à répétition, et plus encore la vie des habitants d'Aubenton et de la Thiérache.

### UnXVIIIesiècleplus calme, jusqu'à la Révolution
Une accalmie se dessine pourtant dans la première moitié du XVIIIe siècle, et la ville semble bien remise en état, ainsi qu'en témoigne en 1738 le texte d'octroi par Louis XV d'une "Charte des foires" à la ville d'Aubenton, portant leur nombre de trois à six, à la demande du duc de Guise, seigneur d'Aubenton : "Louis, par la grâce de Dieu, roy de France et de Navarre, à tous présents et à venir, salut. Notre très cher et très aimé cousin Louis-Henri, duc de Bourbon, prince de Condé, prince de notre sang, pair et grand maître de France, gouverneur général pour nous en nos provinces de Bourgogne et Bresse, duc de Guise, seigneur d'Aubenton ; nous a représenté que la terre et seigneurie d'Aubenton, membre et partie du duché et pairie de Guise, en est une portion considérable ; que la ville d'Aubenton, où il y a un capitaine gouverneur pour notre dit cousin, est très ancienne et aujourd'hui fort peuplée d'habitants, avec une enceinte de murailles, tours, fossés et pont-levis, et que le pays étant fertile en bestiaux et en denrées et autres choses nécessaires à la vie, il s'y tient un marché tous les samedis de chacune semaine et trois foires franches pendant l'année, la première à la mi-carême, une autre au 22 juillet jour de la Magdeleine, et la troisième le jour de St-Hubert 3 novembre ; qu'audit Aubenton il y a une belle halle en la place publique pour mettre à couvert les marchandises, et plusieurs hostelleries pour y recevoir les particuliers, et marchands et les bestiaux ; que d'ailleurs en ladite ville il y a un siège de bailliage faisant partie de celui du duché, dont les appellations rassortissent directement, ainsi que celles du siège de Guise, en notre cour de parlement à Paris, un autre siège des eaux et forêts et celui des officiers municipaux et de la police, un grenier à sel d'impôts composé de 135 paroisses ou collectée différentes, tant de la Champagne que Soissonnais, ce qui procure audit Aubenton (...)"
La belle halle en la place publique, citée par le roi, était située à l'emplacement actuel du monument aux morts.
Aubenton est peu affectée par la campagne des Flandres de Louis XV. Sous le règne de Louis XVI, elle subit sans doute mieux que la capitale les effets des hivers rigoureux et des récoltes désastreuses dues aux perturbations climatiques qui précèdent la Révolution et qui affament le peuple de France. De 1781 à 1784 ont lieu d'importants travaux de couverture du clocher de l'église Notre-Dame. La flèche, de section carrée à l'origine, devient octogonale, comme aujourd'hui.

### Les effets de la Révolution sur le patrimoine d'Aubenton

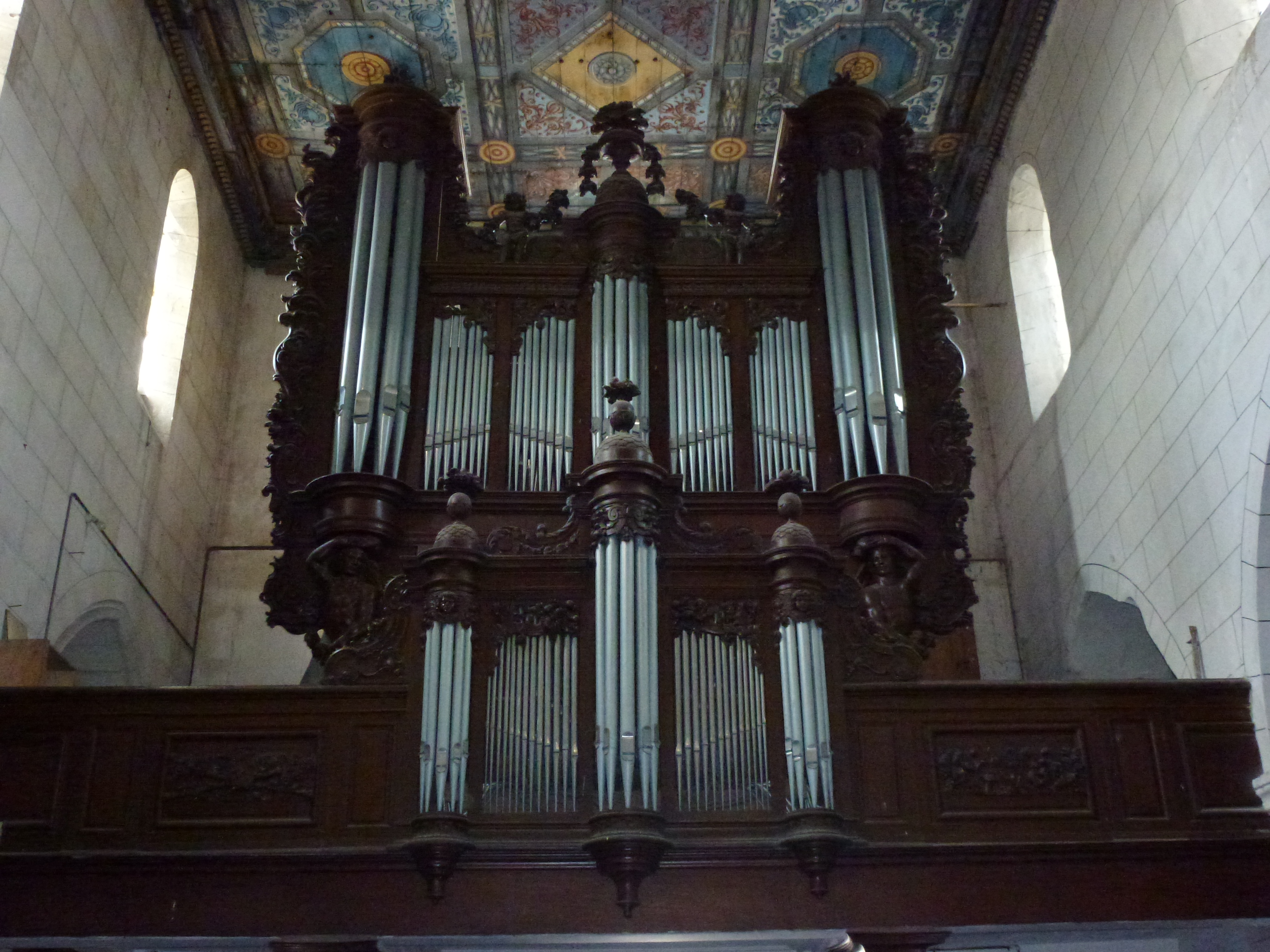
Orgue de l'église Notre-Dame d'Aubenton (1735).

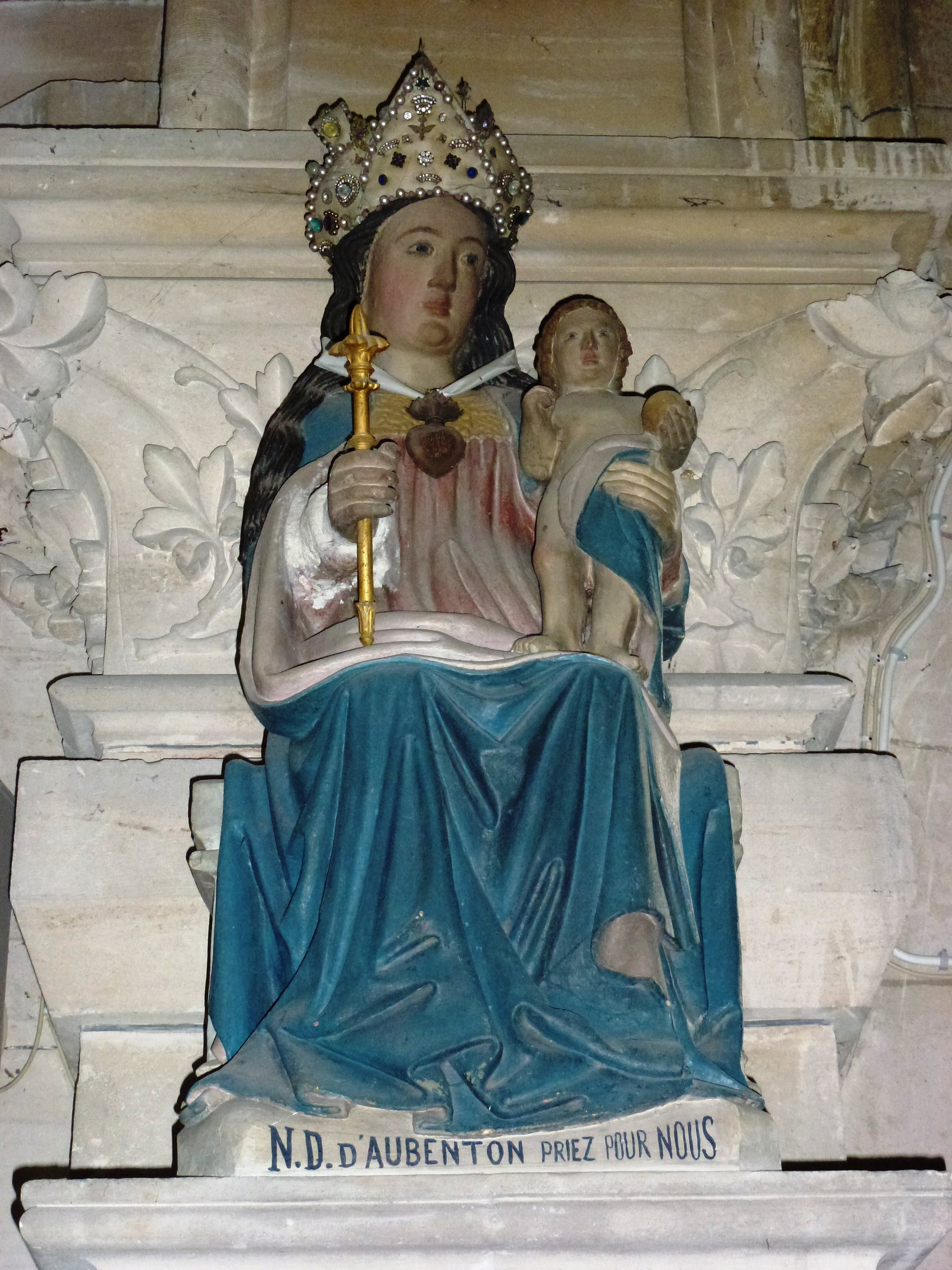
Statue de N.-D.
d'Aubenton.

Comme partout en France, l'année 1790 est marquée par la destruction et pillage des objets religieux. Quatre des six cloches sont prises pour être fondues : une histoire qui se répétera lors de la Première Guerre mondiale. Mais Aubenton tire profit l'année suivante de la destruction de la magnifique église de l'abbaye des Prémontrés à Bucilly en rachetant aux "biens nationaux" : les stalles, la chaire, le mobilier de sacristie, les tableaux et surtout l'orgue construit en 1735, parfois attribué à Boizard mais plus vraisemblablement aux facteurs d'orgues Thierry et Michel Kerst, aujourd'hui restauré.
Cachée dans sa cave par un paroissien, M. Legrand, au moment des destructions de statues, la "vierge bleue" Notre-Dame d'Aubenton, qui semble faire l'objet d'un culte particulier depuis le XVe siècle, est remise en place en 1796.

### LeXIXesiècle

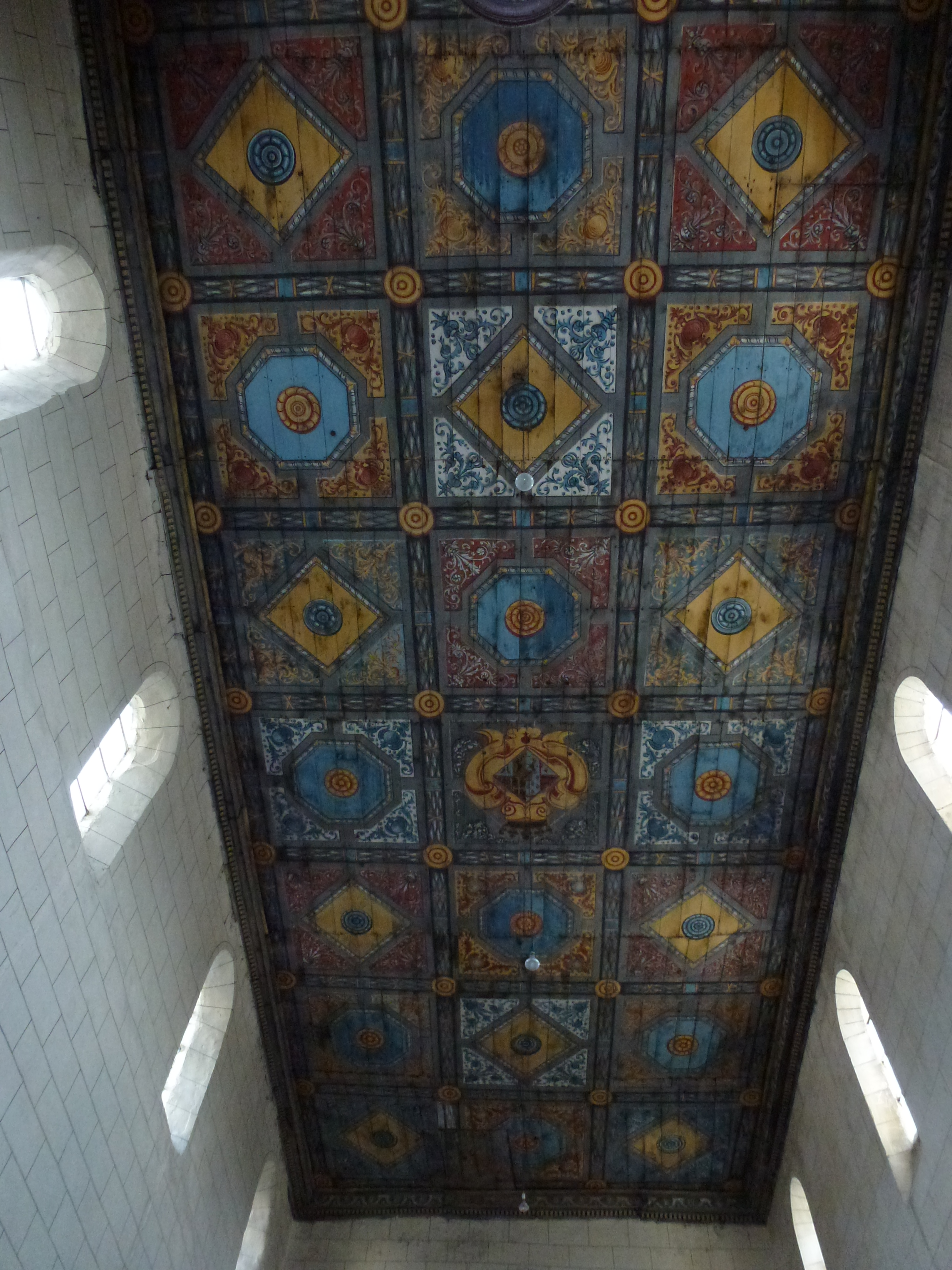
Plafond polychrome de 1685.

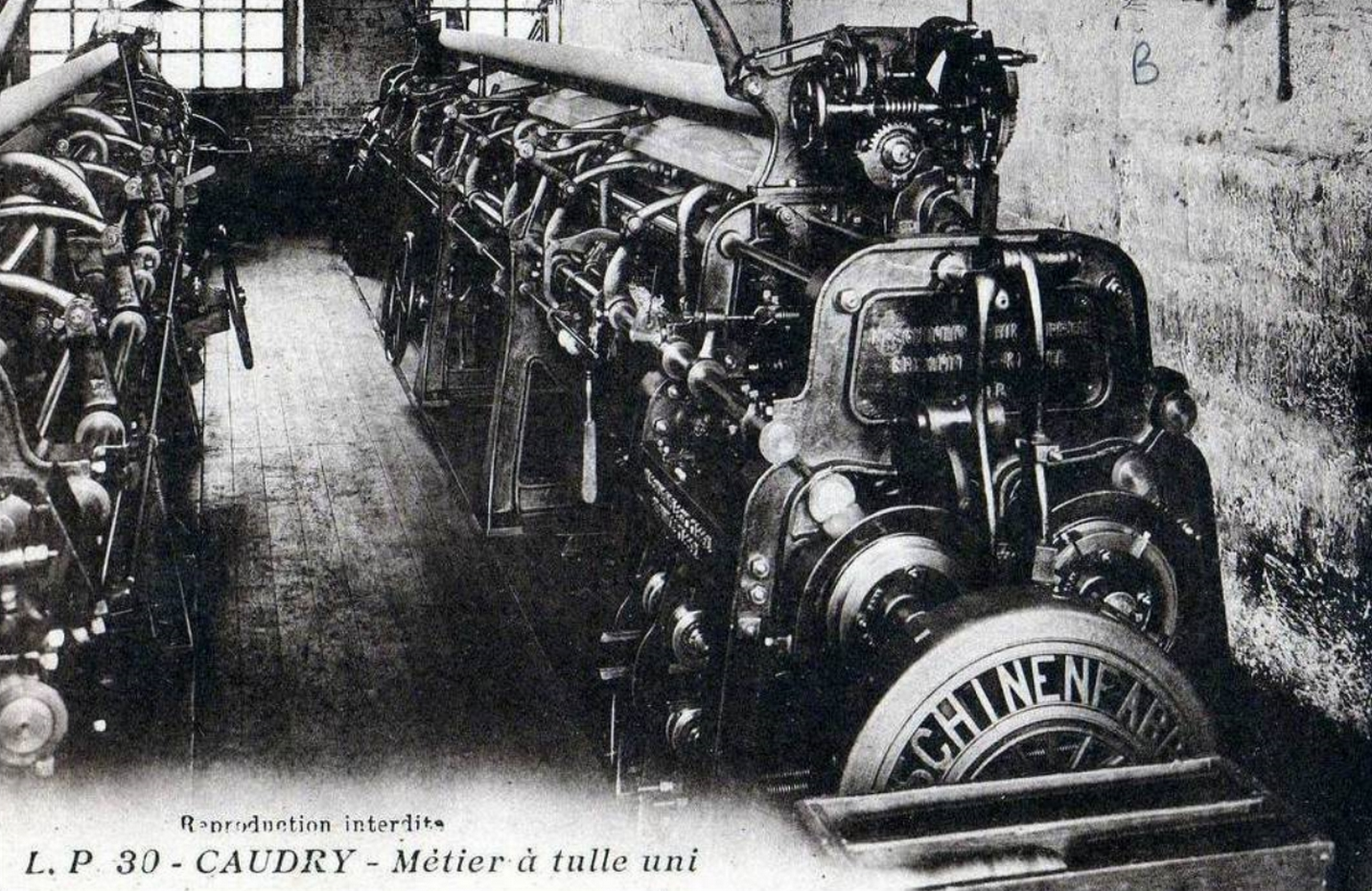
Une machine textile (Caudry Nord) sans doute analogue à celles de l'usine d'Aubenton.

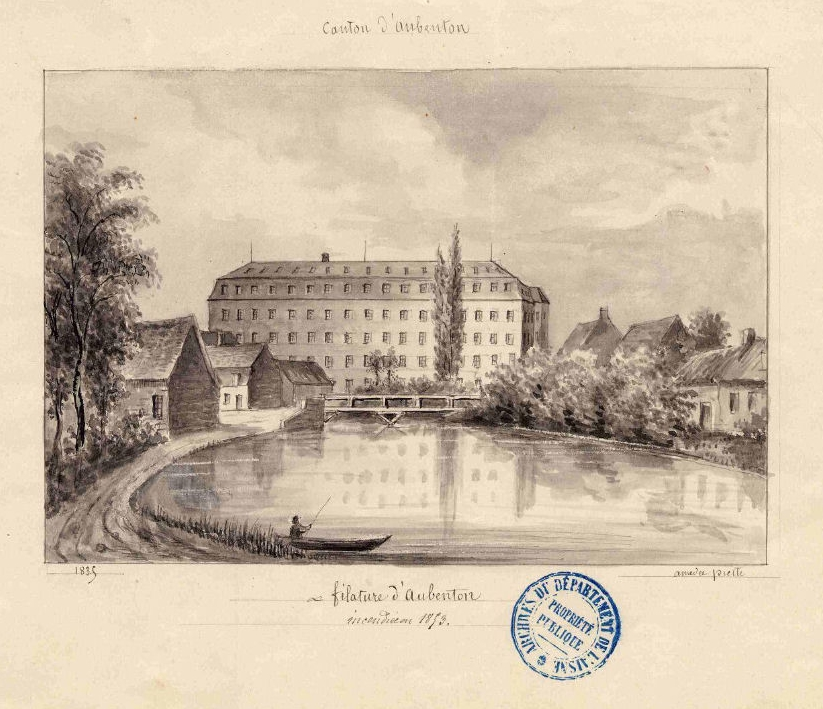
La filature en 1835 - Dessin d'Amédée Piette (1808-1883).

L'année 1800 voit la montée en puissance de Bonaparte à Paris (sacré empereur le 2 décembre 1804). La normalisation se traduit en particulier à Aubenton par le retour de ses cloches. La ville est peu marquée par les guerres napoléoniennes, sinon par les passages de troupes et les incessantes réquisitions de toutes sortes. Elle se développe, avec la construction d'une filature de coton sur la rive gauche du Ton, là-même où existait déjà un grand moulin. Usine qui cesse son activité en 1823... pour être rachetée et considérablement agrandie deux ans plus tard, passant du traitement du corton à celui de la laine cardée, avec installation d'une machine à vapeur de 25 chevaux pour suppléer la faible force motrice du Ton. La fabrique emploie jusqu'à 300 ouvriers. Détruite en 1861 par un incendie, elle est reconstruite sur des bases plus modestes et emploie encore 300 ouvriers, sous la direction des frères Collin (qu'on retrouvera plus loin), ceci jusqu'à un nouvel incendie en 1899. La ville se développe au cours de ce siècle, avec suppression des bâtiments vétustes : c'est ainsi que disparaissent successivement les anciennes portes des fortifications : la porte du Vieux Moulin et la Porte Saint-Nicolas en 1805 (celle du Jeton ayant été détruite en 1793) puis, en 1840 : le presbytère de la paroisse Saint-Nicolas. Cette même année voit débuter des travaux de restauration de l'église Notre-Dame, et en particulier du plafond en caissons polychromes, offert à la ville par Mademoiselle de Guise en 1685.
La révolution de 1848 a peu d'effets, sinon la destitution du docteur Célestin Landragin, maire nommé par l'administration du roi Louis-Philippe en 1840, qui reprend son poste en 1850 sous Napoléon III et le conserve jusqu'à sa mort en 1870. Cette année voit les armées prussiennes envahir la France jusqu'à Paris après la défaite de Sedan. Aubenton est bien-sûr occupée, mais uniquement en février 1871. L'après-guerre confirme l'essor économique de la commune : outre le développement de l'agriculture, il y a création de la ligne de chemin de fer d'Hirson avec une gare, maintenant désaffectée. L'usine détruite par le feu en 1899 deviendra une boulonnerie, toujours dirigée par Collin Frères. À la fin du siècle on compte à Aubenton : un marché hebdomadaire, six foires, une fête patronale (le dernier dimanche d'août), une perception, un juge de paix, un notaire et un huissier, un médecin, un pharmacien et une sage-femme, six aubergistes et un cafetier... et pas moins de six brasseurs. Une vingtaine de commerces et corps de métiers différents sont également implantés à Aubenton : tailleurs, quincailleries, menuisiers, entrepreneurs, bourrelier, chapeliers, etc. Une liste qui figure dans l'ouvrage du docteur Alain Schlienger, et qui fait rêver aujourd'hui...
Il est d'usage de considérer que le XXe siècle commence en 1914. Pendant la période précédant l'embrasement européen, peu d'événements notables dans la vie aubentonnaise, si ce n'est la naissance de Mermoz le 9 décembre 1901 : mais on ignore encore que le petit Jean sera une gloire nationale...

### [Première Guerre mondiale
Dès le cinquième jour après la déclaration de guerre, le 1er corps d'armée arrive depuis Lille à Aubenton pour pénétrer en Belgique le 10 août 1914. Lors de la retraite de l'armée française, la 5e armée française établit son QG durant un jour dans la commune, le 24 août 1914. Une grande partie de la population fuit la ville le 27 août, et des maisons du quartier Saint-Nicolas sont pillées... par des soldats du 33e régiment de ligne, censé assurer les arrières.
Le 29 août, on fait sauter le pont sur le Ton de manière à retarder la progression de l'ennemi. C'est le 30 août que les premiers soldats allemands traversent Aubenton, qui est alors occupée pendant la quasi-totalité de la guerre. Une occupation marquée par de nombreuses réquisitions et vexations. Les rues d'Aubenton sont rebaptisées : Friedhofsweg, Königstrasse, Kirchplatz, Kaiserstasse, Kronprinzstrasse, Wienerstrasse, Berlinerstrasse et Bogenstrasse. Les cloches sont toutes enlevées le 21 décembre 1916 pour être dirigées vers les fonderies Krupp. Le 5 juin de l'année suivante, c'est le tour des tuyaux d'étain de l'orgue. La boulonnerie de Collin Frères est transformée... en fabrique de choucroute. Il faut nourrir les troupes, notamment quand le Kronprinz les passe en revue, sur la grande place de Brunehamel, à 8 km d'Aubenton.
Ce n'est que le matin du 9 novembre 1918 que les dernières troupes allemandes se replient, après une terrible nuit d'échanges d'artillerie et de bombardement.

### L'entre-deux guerres

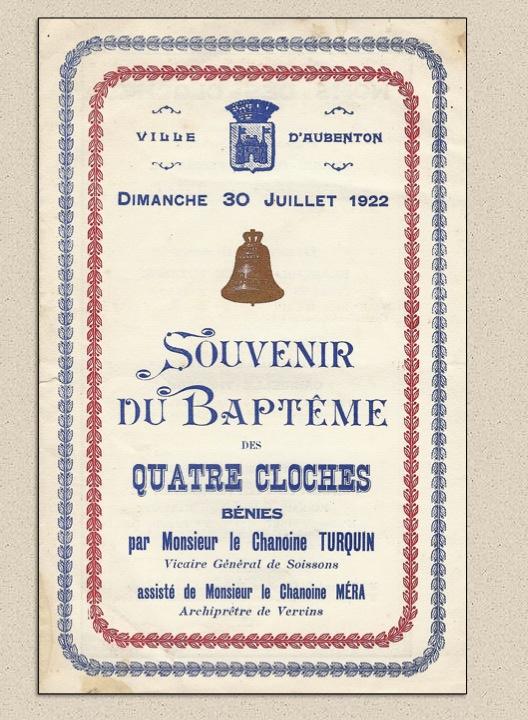
Plaquette-souvenir du baptême des cloches le 30 juillet 1922.

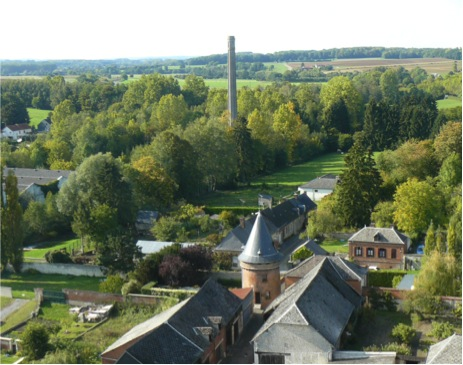
La cheminée d'usine fait partie du paysage d'Aubenton. Au premier plan : la Tour de Chimay.

Aubenton et ses habitants se remettent une nouvelle fois des dégâts causés par le conflit. La passerelle provisoire sur le Ton est de nouveau remplacée par un pont en 1921. L'année précédente, comme partout en France, la mémoire des combattants est honorée par la construction d'un monument aux morts, en forme d'obélisque surmonté du coq gaulois : 38 Aubentonnais y figurent, auxquels il faut ajouter le lieutenant André Bouxin en 1922, tué lors d'un combat en Syrie. Circonstance tragique : c'est le jour-même où sont baptisées les nouvelles cloches, dont l'une est parrainée par son père Henri Bouxin et par Blanche Gréhant, qu'un télégramme annonce la nouvelle. Conseiller général de l'Aisne, le maire Henri Bouxin fera ériger un monument funéraire en marbre blanc à la mémoire de son fils unique, au sommet du cimetière : une statue en pied du lieutenant Bouxin, réalisée par le sculpteur Charles Georges Cassou, prix de Rome. Un buste est également remis à la mairie.
Les dégâts causés à l'orgue ne sont pas mentionnés au titre des dommages de guerre et sa restauration n'aura lieu qu'en 1978. Mais Aubenton renoue avec la prospérité et l'attractivité avec la construction d'une nouvelle usine textile à partir de 1924, employant jusqu'à 600 ouvrières et ouvriers, appartenant à la société : "La soie de Compiègne", qui dispose également d'une usine à Clairoix. Ces biens sont revendus à la société anglaise "Alliance Artificial Silk Ltd" et la production cesse en 1933.
Le 16 avril 1931, de très nombreuses éléments de l'église entrent dans le patrimoine national au titre de l'inventaire des monuments historiques. La « fée des ailes » Suzanne Deutsch de la Meurthe survole Aubenton le 14 janvier 1937 et y largue une gerbe tricolore : ce jour-là, après une messe solennelle en l'honneur de Jean Mermoz est apposée une plaque sur l'ancien Hôtel du Lion d'or, sa maison natale. Déclamé à cette occasion, l'hymne à Mermoz de Blanche Gréhant s'achève par ces deux vers : « À jamais Aubenton gardera ta mémoire, Aubenton ô Mermoz, que tu couvres de gloire ! »

### Seconde Guerre mondiale
La spectaculaire offensive du général allemand Gudérian à travers la forêt des Ardennes place la région au cœur de combats violents, qui ont commencé le 10 mai 1940 avec l'invasion simultanée des Pays-Bas, de la Belgique et du Luxembourg. Le 14 mai, les habitants d'Aubenton contemplent avec effroi les éléments défaits de la 9e armée française qui traversent la ville en se repliant vers le sud. Le lendemain, plusieurs bâtiments, dont le clocher, subissent le bombardement d'un Heinkell 111, alors qu'un Stuka mitraille une colonne de réfugiés entre Ribeauville et Brunehamel. Réfugiés fuyant la Belgique et les zones de combat, auxquels se sont joints de nombreux Aubentonnais, qui, à leur retour d'exode, retrouveront généralement leurs maisons pillées. Dès la nuit du 15 mai, Aubenton voit ses premiers Panzers : les combats sont très vifs, mais brefs, les chars prenant successivement Brunehamel, Rozoy-sur-Serre, avant d'être arrêtés (provisoirement) par le colonel Charles de Gaulle à Montcornet.
Aubenton, classée en « zone interdite », est occupée jusqu'au 1er septembre 1944. Une occupation moins vexatoire que la précédente, mais qui suscitera néanmoins, comme ailleurs, de hauts faits de résistance, auxquels participent le docteur Josso, le chanoine Pire, madame Van't Westeinde qui accueille et cache dans sa ferme les aviateurs britanniques ou américains abattus (et outre la médaille de la Résistance, recevra : la Croix du combattant, la Croix de guerre britannique et la médaille américaine du courage et du dévouement), et enfin Émile Fontaine, chef de réseau.
Alors que le département de l'Aisne compte 10 « Justes parmi les nations » (Français ayant risqué leur vie de manière totalement désintéressée pour venir en aide à des juifs persécutés par les nazis lors de la Shoah), Aubenton compte 3 de ces « Justes » :
- Émile Fontaine[44] (une rue porte son nom)
- Annette Pierron, sa compagne à l'époque
- Camille Pierron, mère de cette dernière et propriétaire d'une ferme au hameau de Buirefontaine.

Abattu par la Gestapo sur la route Aubenton - Besmont (départementale D 37), le 30 mars 1944, Émile Fontaine a été reconnu capitaine FFI après la Libération.
Tous trois ont sauvé dix évadés du « Judenlager » des Mazures cachés pour partie à Buirefontaine.
La libération d'Aubenton ne se fait pas sans heurts : comme ils l'ont fait si souvent au cours des siècles, les habitants utilisent caves et souterrains. Lors de l'arrivée, le 28 août 1944, d'une compagnie de la division SS "Adolf Hitler" en retraite, ils sont informés que pour tout coup de feu tiré, douze otages seront fusillés. Le pont sur le Ton est à nouveau la proie des explosifs. Le 1er septembre, un char Tigre protège les mitrailleurs embusqués qui vont s'efforcer de retarder l'avance des troupes américaines mais qui progressivement décrochent. Après une grande frayeur au moment de la contre-offensive des Ardennes, les Aubentonnais sont rassurés car l'issue de la guerre ne fait plus de doute. Treize habitants de la commune ont donné leur vie dans les combats ou dans la Résistance.

### Deuxième moitié duXXesiècleet aujourd'hui
Les « dommages de guerre » sont estimés à 90 millions de francs : il y a environ 80 maisons détruites ou endommagées, auxquelles il faut ajouter l'église et le pont sur le Ton. Celui-ci est d'abord remplacé par une passerelle, puis par un pont en bois construit par un régiment américain du génie, et enfin reconstruit en béton en 1951. Le clocher de l'église est complètement réparé en 1947… mais il faudra tout recommencer quarante ans plus tard, car on a oublié de protéger la flèche par un paratonnerre.
En 1949, rebond économique avec la reconstruction de l'usine (détruite à 90 %) et l'installation de la réputée société belge de tissage Leclerq Dupire, ayant son siège à Wattrelos. Une activité, devenue Texunion en 1970 puis reprise en 1975 par le groupe DMC et qui va durer jusqu'en 1983. L'arrêt voyageurs sur la ligne SNCF est supprimé en 1952. Dix ans plus tard, la coopérative agricole de la vallée du Thon construit des silos sur l'ancienne emprise foncière de la gare. Elle fusionne avec la Coopérative agricole de la Thiérache (CAT) en 1965. Un syndicat d'expansion d'Aubenton est créé en 1967, année de la construction du château d'eau avant lequel les habitants ne disposaient pas encore de l'eau courante.
Le doyen de la paroisse d'Aubenton, le prêtre hollandais Versluys, est ami avec l'artiste Charles Eyck qui décore magnifiquement l'église fortifiée de Jeantes et réalise pour Aubenton les vitraux des bas-côté nord en 1977. Ce doyen est l'initiateur de la restauration de l'orgue de 1735 : l'association des « Amis de l'orgue d'Aubenton », présidée par le docteur Alain Schlienger, peut fêter une restauration partielle le 26 mai 1978 par un concert exceptionnel réunissant le quintette de cuivres de l'Opéra de Paris et l'organiste Georges Delvallée. Un grand concert sera donné également le 22 septembre 1979 avec l'orchestre de chambre Paul Pareille et Robert Camus aux claviers de l'orgue. Le musée Jean-Mermoz est inauguré le 22 juin 1986. Réparation du clocher, remplacement du coq-girouette (datant de 1781) et pose d'un parafoudre ont lieu au début de 1988, tandis que l'usine essaie de redémarrer sous le nom de "Tissages Jean Mermoz", avec partiellement un actionnariat ouvrier. Ce sera le dépôt de bilan à la fin de l'année suivante. Plus heureux, l'orgue voit sa restauration achevée en 1992.
Malgré les efforts courageux des municipalités successives, Aubenton ne peut faire exception au déclin industriel qui suit les Trente Glorieuses, mais qui marque en fait l'industrie textile dès la fin de la Deuxième Guerre mondiale. La population décroît lentement pour se stabiliser autour de 700 habitants. La petite ville devient grand village, et bénéficie de l'attrait touristique que la Thiérache exerce notamment sur ses voisins anglais ou hollandais. Ces derniers sont nombreux à y établir de pimpantes résidences secondaires. Près du beau lavoir de Buirefontaine, restauré en 1986, un grand centre d'accueil Gîtes de France est créé par un couple de Hollandais « qui sont tombés amoureux de cette belle région ». Un accueil touristique qui s'ajoute à celui de la Tour de Chimay (1348), achetée en 1978 par la commune et restauré en confortable Gîtes de France à l'initiative du docteur Alain Schlienger.

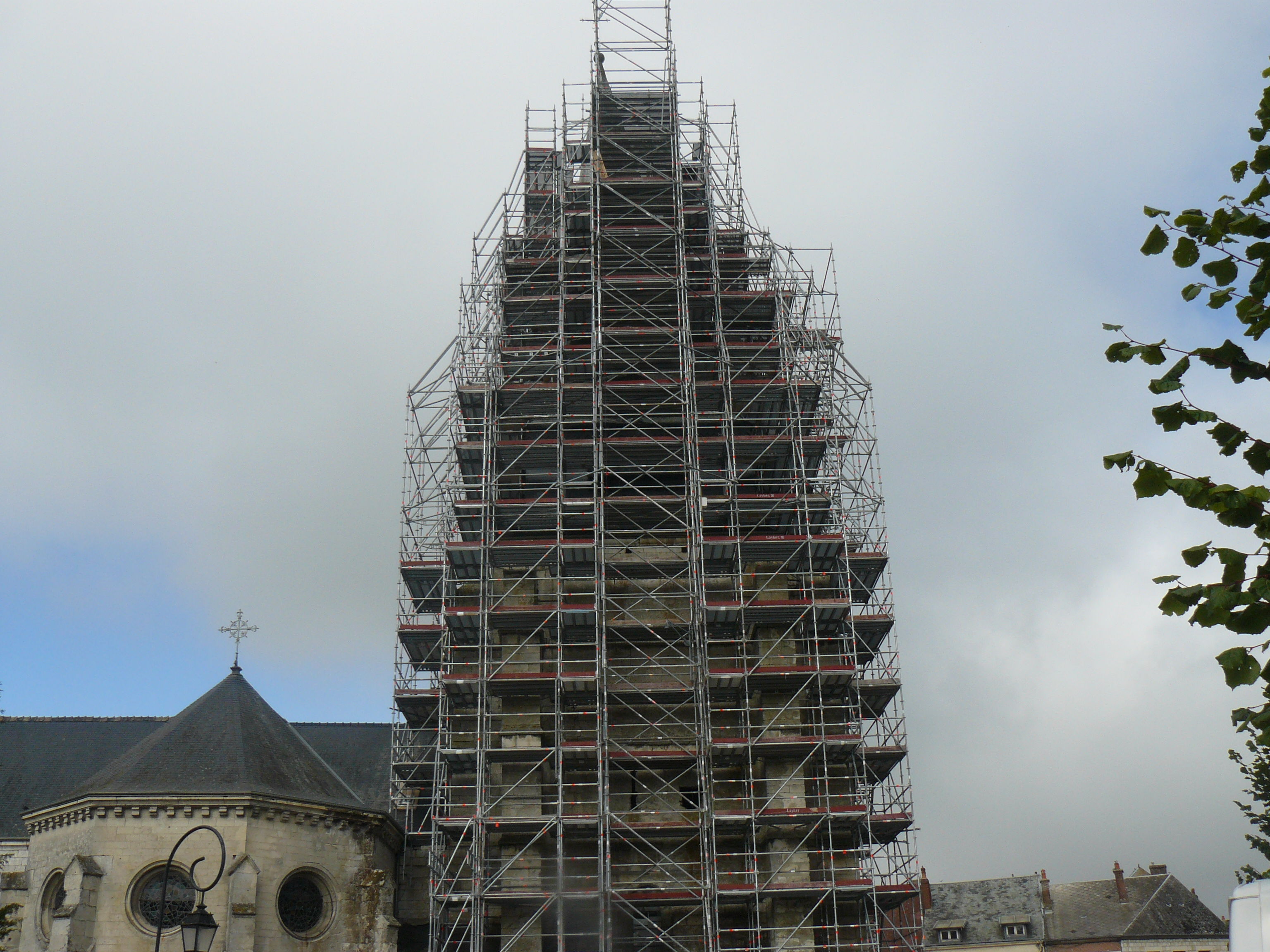
Rénovation complète du clocher (2011).

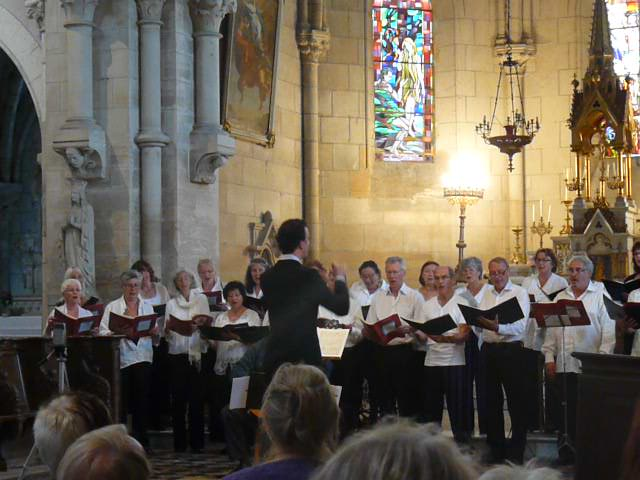
Un chœur hollandais se produit en l'église Notre-Dame.

Le professeur de théâtre et chorégraphe hollandais Robert Ceelen implante à Aubenton son atelier de création artistique iHTs (Hogeschool voor Theaterstudies), qui accueille régulièrement de nombreux artistes, en formation ou confirmés, et entretient un lien étroit avec la vie aubentonnaise, ne serait-ce que par l'invitation des habitants aux spectacles clôturant chaque session de formation.
Des chorales hollandaises aiment également à se produire en l'église Notre-Dame. Celle-ci, désormais classée monument historique dans son ensemble, a fait l'objet de travaux importants de reconstruction de la charpente du clocher et de remplacement de nombreuses pierres de taille, fortement abîmées par l'âge et le gel.

## Politique et administration

### Découpage territorial
La commune d'Aubenton est membre de la communauté de communes des Trois Rivières (Aisne), un établissement public de coopération intercommunale (EPCI) à fiscalité propre créé le 29 décembre 1995 dont le siège est à Buire. Ce dernier est par ailleurs membre d'autres groupements intercommunaux.
Sur le plan administratif, elle est rattachée à l'arrondissement de Vervins, au département de l'Aisne et à la région Hauts-de-France. Sur le plan électoral, elle dépend du  canton d'Hirson pour l'élection des conseillers départementaux, depuis le redécoupage cantonal de 2014 entré en vigueur en 2015, et de la troisième circonscription de l'Aisne  pour les élections législatives, depuis le dernier découpage électoral de 2010.

## Population et société

### Démographie
L'évolution du nombre d'habitants est connue à travers les recensements de la population effectués dans la commune depuis 1793. Pour les communes de moins de 10 000 habitants, une enquête de recensement portant sur toute la population est réalisée tous les cinq ans, les populations de référence des années intermédiaires étant quant à elles estimées par interpolation ou extrapolation. Pour la commune, le premier recensement exhaustif entrant dans le cadre du nouveau dispositif a été réalisé en 2008.

En 2022, la commune comptait 659 habitants, en évolution de +0,76 % par rapport à 2016 (Aisne : −1,97 %, France hors Mayotte : +2,11 %).
| 1793  | 1800 | 1806  | 1821  | 1831  | 1836  | 1841  | 1846  | 1851  |
| ----- | ---- | ----- | ----- | ----- | ----- | ----- | ----- | ----- |
| 1 070 | 995  | 1 031 | 1 349 | 1 623 | 1 520 | 1 593 | 1 734 | 1 706 |

| 1856  | 1861  | 1866  | 1872  | 1876  | 1881  | 1886  | 1891  | 1896  |
| ----- | ----- | ----- | ----- | ----- | ----- | ----- | ----- | ----- |
| 1 604 | 1 503 | 1 549 | 1 496 | 1 528 | 1 481 | 1 436 | 1 398 | 1 404 |

| 1901  | 1906  | 1911  | 1921  | 1926  | 1931  | 1936  | 1946 | 1954  |
| ----- | ----- | ----- | ----- | ----- | ----- | ----- | ---- | ----- |
| 1 328 | 1 179 | 1 270 | 1 160 | 1 191 | 1 223 | 1 032 | 946  | 1 059 |

| 1962  | 1968  | 1975  | 1982 | 1990 | 1999 | 2006 | 2008 | 2013 |
| ----- | ----- | ----- | ---- | ---- | ---- | ---- | ---- | ---- |
| 1 102 | 1 078 | 1 002 | 969  | 826  | 713  | 704  | 701  | 664  |

| 2018 | 2022 | - | - | - | - | - | - | - |
| ---- | ---- | - | - | - | - | - | - | - |
| 659  | 659  | - | - | - | - | - | - | - |

## Culture locale et patrimoine

### Lieux et monuments
- Monument aux morts, surmonté d'un coq.
- Anciennes tours d'enceinte d'Aubenton, dont ne subsistent que deux des sept d'origine : la tour de Chimay (ruelle de la Tour) a été transformée en gîte rural géré par la municipalité, et une autre, sur un terrain privé, visible depuis le chemin qui longe le Thon.
- Musée Jean-Mermoz, sur la place du village.

### Personnalités liées à la commune
- Nicolas d'Aubenton, abbé d'Ourscamps (1477)
- Jean-Baptiste de La Fontaine seigneur de Saint-Clément, né en 1703, décédé le 19 juin 1756 et inhumé dans l'église Notre-Dame (à ne pas confondre avec le poète moraliste Jean de La Fontaine (1621-1695)[57].
- Nicolas-Joseph Petit, maître chirurgien (diplômé en 1787) et maire d'Aubenton de 1816 à 1830
- Jean François Nicolas Marchoux (1754-1819), avocat, juriste et homme politique,député des Ardennes au Conseil des Cinq-Cents.
- Nicolas-Claude-Joseph Godelle (1773-1842), médecin et archéologue amateur.
- Docteur Joseph Nelson Soye, médecin, conseiller général représentant le canton d'Aubenton en 1871 et 1876
- Docteur Célestin Landragin, médecin et maire d'Aubenton (1840-1870), époux d'une demoiselle Dequen dont le frère était inspecteur des douanes, dont le père, inspecteur des douanes, avait épousé une demoiselle de Marcenay dont le père et le frère étaient également inspecteurs des douanes ! (La frontière belge est à deux pas) L'ancienne demeure de Marcenay existe encore, chemin des remparts.
- Nestor Gréhant, physicien et médecin physiologiste disciple de Claude Bernard. Marié à la fille du docteur Landragin, il est inhumé à Aubenton en 1910.
- Blanche Gréhant, sa fille, poète d'Aubenton et de la Thiérache, féministe, pacifique et patriote.
- Le lieutenant André Bouxin (cf. supra)Monument Lt. André Bouxin avec statue de Charles Georges Cassou, prix de Rome.

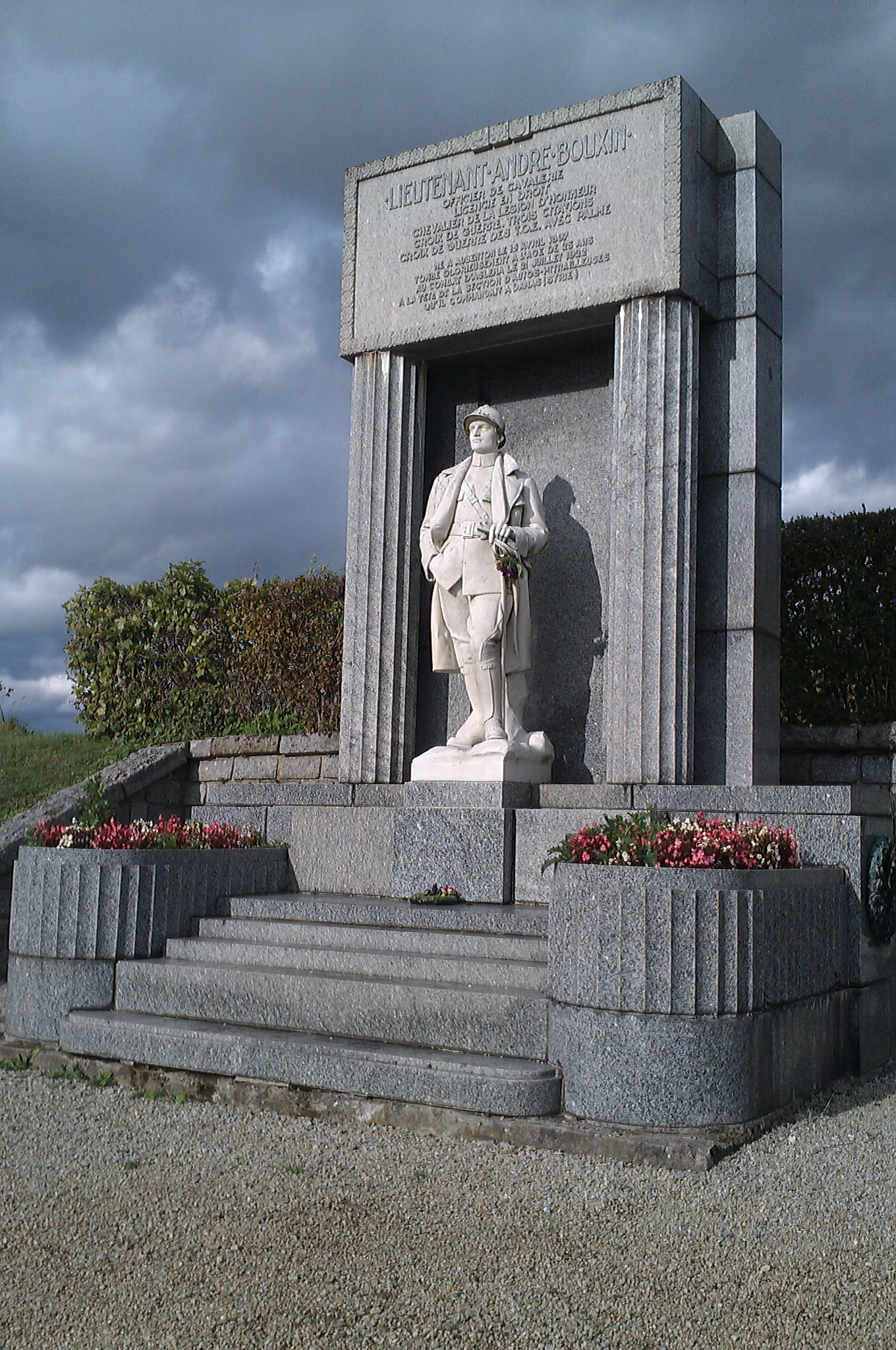
Monument Lt. André Bouxin avec statue de Charles Georges Cassou, prix de Rome.

- Jean Mermoz, aviateur pionnier de l'Aéropostale.
- Docteur Alain Josso, médecin, résistant
- Émile Fontaine, Annette Pierron et Camille Pierron, résistants et Justes parmi les nations

### Héraldique
| Blason de Aubenton | Blason  | D'or à un château de gueules maçonné de sable et ouvert du champ. |
| Blason de Aubenton | Détails | Le statut officiel du blason reste à déterminer.                  |

## Pour approfondir